# Baconfoy
Baconfoy (en wallon : Baconfwè) est un hameau de la commune belge de Tenneville située en Région wallonne dans la province de Luxembourg.
Avant la fusion des communes de 1977, Baconfoy faisait déjà partie de la commune de Tenneville. Sous l'ancien régime, il dépendait d'Ortheuville et, auparavant, du ban de Wyompont.

## Étymologie
En 1306, Baconfaing.
Baconfoy vient de Baco, patronyme germanique et de Faing signifiant Fagne.

## Situation et description
Ce hameau ardennais étire ses habitations principalement le long d'une rue en côte (route de La Roche) qui se détache de la route nationale 4, franchit le petit ruisseau de Tenneville puis grimpe en suivant un petit vallon en direction du hameau de Wembay. Quelques maisons du hameau se situent aussi le long de la route nationale 4. Baconfoy avoisine le village de Tenneville et le hameau d'Ortheuville situé au bord de l'Ourthe occidentale.
Plusieurs fermes sont toujours en activité. Elles pratiquent principalement l'élevage.